# Vương Hiểu Đông
Vương Hiểu Đông (tiếng Trung: 王晓东; sinh tháng 1 năm 1960) là cử nhân
triết học, chính khách nước Cộng hòa Nhân dân Trung Hoa. Ông là Ủy viên Ủy ban Trung ương Đảng Cộng sản Trung Quốc khóa XIX, từng là Phó Bí thư Tỉnh ủy, Tỉnh trưởng Chính phủ Nhân dân tỉnh Hồ Bắc. Sinh trưởng ở tỉnh Giang Tây, ông đã dành phần lớn sự nghiệp ở quê nhà sau đó là tỉnh Quý Châu trước khi được chuyển đến tỉnh Hồ Bắc vào năm 2011 làm Phó Tỉnh trưởng Chính phủ Nhân dân tỉnh Hồ Bắc.

## Tiểu sử

### Thân thế
Vương Hiểu Đông là người Hán sinh tháng 1 năm 1960 ở Tín Phong, tỉnh Giang Tây.

### Giáo dục
Tháng 9 năm 1979 đến tháng 8 năm 1983, Vương Hiểu Đông theo học chuyên ngành lý luận cơ sở chủ nghĩa Marx-Lenin khoa Triết học tại Đại học Giang Tây.
Tháng 1 năm 1987 đến tháng 7 năm 1988, ông theo học chuyên ngành quản lý kinh tế hiện đại tại Đại học Hàm thụ kinh tế Bắc Kinh.
Tháng 10 năm 1995 đến tháng 8 năm 1997, ông theo học lớp nâng cao chương trình học nghiên cứu sinh tại chức chuyên ngành đạo đức học khoa triết học tại Đại học Nhân dân Trung Quốc.
Tháng 9 năm 2000 đến tháng 7 năm 2003, ông theo học chuyên ngành chính trị học lớp nghiên cứu sinh tại chức cán bộ cấp tỉnh bộ tại Trường Đảng Trung ương Đảng Cộng sản Trung Quốc.

### Sự nghiệp
Tháng 1 năm 1983, Vương Hiểu Đông gia nhập Đảng Cộng sản Trung Quốc. Tháng 8 năm 1983, ông về công tác tại Phòng Nghiên cứu chính sách nông thôn Tỉnh ủy Giang Tây. Tháng 4 năm 1989, ông làm thư ký (hàm phó trưởng phòng) cho Văn phòng Tỉnh ủy Giang Tây (thư ký cho ông Lưu Phương Nhân lúc này là Phó Bí thư Tỉnh ủy Giang Tây). Tháng 3 năm 1992, ông được bổ nhiệm giữ chức Phó Chủ nhiệm Văn phòng Giáo dục xã hội Tỉnh ủy Giang Tây, Trưởng phòng Phòng Chính trị Pháp luật xây dựng Đảng thuộc Phòng Nghiên cứu Chính sách Tỉnh ủy Giang Tây.
Tháng 10 năm 1993, ông được điều chuyển làm thư ký (hàm Trưởng phòng) cho Văn phòng Tỉnh ủy Quý Châu (thư ký cho ông Lưu Phương Nhân lúc này được điều sang làm Bí thư Tỉnh ủy Quý Châu). Tháng 2 năm 1998, Vương Hiểu Đông được bổ nhiệm giữ chức Phó Tổng Thư ký Tỉnh ủy Quý Châu kiêm Chủ nhiệm Văn phòng Tỉnh ủy Quý Châu. Tháng 10 năm 1998, ông được bổ nhiệm làm Tổng Thư ký Tỉnh ủy Quý Châu kiêm Chủ nhiệm Văn phòng Tỉnh ủy Quý Châu. Tháng 1 năm 2000, Vương Hiểu Đông được luân chuyển làm Bí thư Thành ủy thành phố Quý Dương, tỉnh Quý Châu; từ tháng 12 năm 2000, ông giữ chức Ủy viên Ban Thường vụ Tỉnh ủy Quý Châu, Bí thư Thành ủy thành phố Quý Dương.
Tháng 5 năm 2007, Vương Hiểu Đông được bổ nhiệm làm Ủy viên Ban Thường vụ Tỉnh ủy, Phó Tỉnh trưởng tỉnh Quý Châu. Tháng 12 năm 2011, ông được luân chuyển giữ chức Ủy viên Ban Thường vụ Tỉnh ủy, Phó Tỉnh trưởng tỉnh Hồ Bắc; từ tháng 2 năm 2012, ông là Ủy viên Ban Thường vụ Tỉnh ủy, Phó Tỉnh trưởng Thường trực tỉnh Hồ Bắc, Viện trưởng Học viện Hành chính tỉnh Hồ Bắc.
Tháng 4 năm 2016, Vương Hiểu Đông được bổ nhiệm làm Phó Bí thư Tỉnh ủy tỉnh Hồ Bắc, Bí thư Ủy ban Chính trị Pháp luật Tỉnh ủy Hồ Bắc, kiêm Phó Tỉnh trưởng Thường trực tỉnh Hồ Bắc, Viện trưởng Học viện Hành chính tỉnh Hồ Bắc. Tháng 9 năm 2016, ông được bổ nhiệm giữ chức Phó Bí thư Tỉnh ủy Hồ Bắc, Bí thư Ủy ban Chính trị Pháp luật Tỉnh ủy Hồ Bắc kiêm Phó Tỉnh trưởng Chính phủ Nhân dân Thường trực tỉnh Hồ Bắc, đồng thời tạm quyền Tỉnh trưởng tỉnh Hồ Bắc, thay cho ông Vương Quốc Sinh. Ngày 20 tháng 1 năm 2017, ông chính thức được bầu giữ chức vụ Tỉnh trưởng Chính phủ Nhân dân tỉnh Hồ Bắc. Tháng 7 năm 2017, ông thôi kiêm nhiệm chức vụ Bí thư Ủy ban Chính trị Pháp luật Tỉnh ủy Hồ Bắc.
Ngày 24 tháng 10 năm 2017, tại Đại hội Đảng Cộng sản Trung Quốc lần thứ XIX, Vương Hiểu Đông được bầu làm Ủy viên Ban Chấp hành Trung ương Đảng Cộng sản Trung Quốc khóa XIX. Ngày 29 tháng 1 năm 2018, tại Hội nghị lần thứ nhất của Đại hội đại biểu Nhân dân khóa 13 tỉnh Hồ Bắc, ông Vương Hiểu Đông được bầu tái đắc cử chức vụ Tỉnh trưởng Chính phủ Nhân dân tỉnh Hồ Bắc.